# Quinto Peduceu Priscino
Quinto Peduceu Priscino (em latim: Quintus Peducaeus Priscinus) foi um senador romano eleito cônsul em 93 com Sexto Pompeu Colega. Da gente republicana Peduceia, era filho de Lúcio Peduceu Colono, prefeito do Egito em 70, ou de Lúcio Peduceu Frontão, procurador de Cláudio na Ásia. Marco Peduceu Priscino, cônsul em 110, era seu filho e Marco Peduceu Seniano, cônsul sufecto em 89, provavelmente era seu parente.